# Beyond the GENERATIONS
beyond the GENERATIONS（ビヨンド・ザ・ジェネレーションズ）は、GENERATIONS from EXILE TRIBEのミニアルバム。2023年11月21日にrhythm zoneから発売された。

## 概要
発売日はデビュー記念日である11月21日にリリース。アルバム全体としては、前作『X』から8ヶ月半振りの発売となる。発売形態は「CD+DVD」「CD+Blu-ray」「CD ONLY」の3形態での発売。
収録曲「Diamonds」は、同年9月18日に先行配信された。
収録曲「ミンナノウタ」は、GENERATIONSメンバー全員が本人役で出演した映画『ミンナのウタ』の主題歌であり、同年7月10日に配信シングルとしてリリースされていた。

## 収録曲

### CD
1. ワンダーラスト (BAND Arrenge Version) [3:51]
作詞：Masaya Wada
作曲：Masaki Tomiyama, Shingo Asari
編曲：Sho Kamijo
7thアルバム『X』収録曲のアレンジバージョン。
2. Diamonds [4:11]
作詞・作曲：sty
3. Winter Wish [4:28]
作詞：数原龍友
作曲：Ricky Hanley, Andreas Johansson, Denniz Jamm
編曲：Andreas Stone Johansson, Denniz Jamm
4. ミンナノウタ [3:17]
作詞：Kyte, Mitsu.J
作曲：Mitsu.J
配信シングル
GENERATIONS主演 映画「ミンナのウタ」主題歌
5. Dance the life away / 片寄涼太 [3:25]
作詞・作曲：sty
片寄涼太出演 テレビ東京系ドラマNEXT「推しが上司になりまして」オープニングテーマ
6. Better With You / 数原龍友 [4:45]
作詞：数原龍友
作曲：Sho Kamijo, Mhiro, 数原龍友
編曲：Sho Kamijo

### DVD / Blu-ray
1. GENERATIONS 10th ANNIVERSARY YEAR GENERATIONS LIVE TOUR 2023 “THE BEST”
  - ワンダーラスト
  - GENERATION
2. MUSIC VIDEO
  - Diamonds
  - X 〜未来への手紙〜
3. D.U.N.K. Showcase DAY3 (C)NTV
  - A New Chronicle
  - G-ENERGY
  - F.L.Y BOYS F.L.Y GIRLS
  - Y.M.C.A.
  - AGEHA
  - Together
  - 涙
  - My Turn feat. JP THE WAVY
  - ワンダーラスト
  - NOW or NEVER
4. GENERATIONS 集まれ！騒げ！繋がれ！ -Documentary film-